# Rafael Coelho (futebolista)
Rafael Coelho Luiz, mais conhecido como Rafael Coelho, ou simplesmente Rafael, ou Coelho, (Florianópolis, 20 de maio de 1988), é um futebolista brasileiro que atua como atacante. Atualmente está sem clube.

## Carreira
Rafael Coelho foi revelado pelo Figueirense, sendo o artilheiro do Campeonato Brasileiro da Série B em 2009 com 17 gols. Em 22 de dezembro de 2009
foi apresentado pelo Vasco da Gama como grande reforço para o Brasileirão.
Em janeiro de 2011, foi emprestado ao Avaí até o final da temporada. No Leão da Ilha Rafael Coelho teve muito destaque a nível nacional, tendo atuação destacada junto com o time na Copa do Brasil de 2011 chegando as semi-finais e sendo o artilheiro do time na competição. Após 44 jogos disputados e 19 gols marcados, Rafael Coelho amargou junto com o Avaí o rebaixamento do Campeonato Brasileiro que ao fim do campeonato concretizou sua venda para o Guangzhou R&F por 2,7 milhões. 
No dia 31 de dezembro de 2011, Rafael foi anunciado como novo reforço do Guangzhou R&F da China.
No começo de 2014  o atacante se transferiu para o Changchun Yatai Football Club, também da China. Em setembro de 2014, foi contrato pelo Buriram United da Tailandia com um contrato de três anos. 
Foi contratado em 1 de novembro de 2015 pelo Goa, da Índia, time comandado pelo ex-jogador Zico e é recheado de brasileiros.  
Em 29 de fevereiro de 2016 foi contratado pelo Náutico.

## Títulos
Seleção Brasileira Sub-18
- Copa Sendai: 2006

Vasco da Gama
- Copa da Hora: 2010

Náutico
- Campeonato Pernambucano disputa do 3° lugar: 2016

## Artilharias
Figueirense
- Campeonato Brasileiro - Série B: 2009 (17 gols)

Avaí
- Copa do Brasil: 2011 (5 gols)